# Paulina Grzelkiewicz
Paulina Grzelkiewicz (12 de junio de 1999) es una deportista polaca que compite en piragüismo en la modalidad de maratón.
Ganó una medalla de bronce en el Campeonato Mundial de Piragüismo en Maratón de 2023 y tres medallas en el Campeonato Europeo de Piragüismo en Maratón entre los años 2022 y 2024.

## Palmarés internacional
| \| Campeonato Mundial \| Campeonato Mundial \| Campeonato Mundial \| Campeonato Mundial \| \| Año \| Lugar \| Medalla \| Competición \| \| ------------------ \| ------------------------ \| ------------------ \| ------------------ \| \| 2023 \| Vejen (Dinamarca) \| Medalla de bronce \| C1 \| \| Campeonato Europeo \| \| \| \| \| Año \| Lugar \| Medalla \| Competición \| \| 2022 \| Silkeborg (Dinamarca) \| Medalla de bronce \| C1 \| \| 2023 \| Slavonski Brod (Croacia) \| Medalla de plata \| C1 \| \| 2024 \| Poznań (Polonia) \| Medalla de plata \| C1 \| |                          |                   |             |
| Campeonato Mundial |                          |                   |             |
| Año | Lugar                    | Medalla           | Competición |
| 2023 | Vejen (Dinamarca)        | Medalla de bronce | C1          |
| Campeonato Europeo |                          |                   |             |
| Año | Lugar                    | Medalla           | Competición |
| 2022 | Silkeborg (Dinamarca)    | Medalla de bronce | C1          |
| 2023 | Slavonski Brod (Croacia) | Medalla de plata  | C1          |
| 2024 | Poznań (Polonia)         | Medalla de plata  | C1          |